# 무슬림 이븐 알하자지

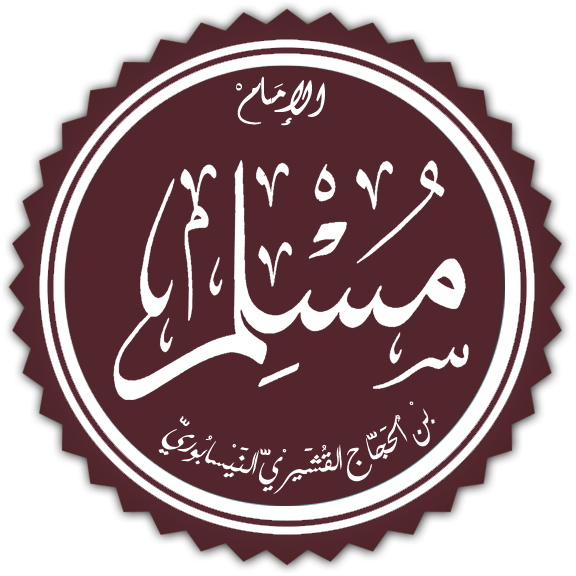

아부 알후사인 아사키르 아드딘 무슬림 이븐 알하자지 이븐 무슬림 이븐 와르드 이븐 카으샤드 알쿠샤이리 안나이사부리(아랍어: أبو الحسين عساكر الدين مسلم بن الحجاج بن مسلم بن وَرْد بن كوشاذ القشيري النيسابوري, 815년 이후 ~ 875년 5월) 또는 무슬림 니샤푸리(프랑스어: مسلم نیشاپوری)는 페르시아계 이슬람 학자로, 하디스의 수집 및 연구로 잘 알려져 있다.